# Ad Verdonk
Adrianus Maria Theodorus (Ad) Verdonk (Woensel, 17 december 1894 – Woerden, 20 september 1977) was een Nederlandse schilder en reclametekenaar. Hij signeerde zijn werk als AD. VERDONK.

## Leven en werk
Adriaan of Ad Verdonk was een zoon van edelsmid Piet Verdonk (1862-1944) en Petronella van Rooij. Net als zijn broer Jan en neef Piet Verdonk, die later beiden beeldhouwers werden, werd hij opgeleid aan de Koninklijke School in 's-Hertogenbosch. Hij kreeg les van onder anderen Piet Slager en Frans Kops.
Vader Verdonk had in 1921 de firma van zijn overleden leermeester Joseph Jonkergouw in 's-Hertogenbosch overgenomen. Ad maakte daar samen met zijn vader en broer decoratieve voorwerpen voor katholieke kerken. Hij koos echter voor het schilderen, naar verluidt tegen de wens van zijn vader. Hij schilderde portretten, (bloem-)stillevens en historische onderwerpen en gaf daar ook les in. Hij vestigde zich in 1930 in de stad Groningen. 
Verdonk exposeerde meerdere malen, onder meer tijdens solo-exposities bij Pictura (1936, 1946). Hij was in juli 1941 medeoprichter en secretaris van de vereniging Groningsche Beeldende Kunstenaars, met Willy van Marle als voorzitter en Thees Meesters als penningmeester. Later dat jaar werd de Nederlandsche Kultuurkamer ingesteld. Verdonk liet zijn werk bij een aantal van de door de Kultuurkamer georganiseerde exposities in Groningen en Leeuwarden zien. Na de oorlog woonde en werkte hij in Zwolle (1952-1954), Enschede (1954-1964) en Amsterdam (vanaf 1964).
Verdonk overleed op 82-jarige leeftijd. Een voorbeeld van zijn werk is het schilderij Zonder werk in het Museum Helmond.

## Werken (selectie)
- zwart-wit illustraties voor: E.J. Huizenga-Onnekes (1939) Het menschelijk leven in 't Groninger land. Assen: Van Gorcum & Comp. 119 p.
- portret van koningin Juliana voor de gemeente Kampen[4]
- twee muurschilderingen voor de N.V. Lona Golfkarton (1957) in Loenen, een met de voorstelling van de Chinese papierproductie, de andere toont een Franse papierfabriek.